# Pittosporum bernardii
Espèce
Statut de conservation UICN

 CR B1ab(iii)+2ab(iii) : 
En danger critique
Pittosporum bernardii est une espèce de plantes à fleurs de la famille des Pittosporaceae endémique de Nouvelle-Calédonie. 

## Répartition
Elle est endémique de la Grande Terre en Nouvelle-Calédonie.